# Germán Pardo
Germán Pardo (ur. 3 września 1931 w Valdivii, zm. 2 maja 2008) − chilijski bokser, srebrny medalista igrzysk panamerykańskich w Buenos Aires.

## Kariera amatorska
W 1951 r. zdobył srebrny medal na igrzyskach panamerykańskich w Buenos Aires. W półfinałowej walce w kategorii muszej, Pardo pokonał na punkty Meksykanina Raúla Macíasa, awansując do finału. W finałowej walce przegrał na punkty z reprezentantem gospodarzy Alberto Barenghim.

## Kariera zawodowa
Pardo był zawodowym bokserem w latach 1954–1962. W tym czasie trzykrotnie zdobywał mistrzostwo Chile w kategorii muszej.